# 71-ша зенітна ракетна бригада (РФ)
71-ша зенітна ракетна бригада — зенітне ракетне з'єднання ППО Сухопутних військ Російської Федерації. Бригада дислокується у місті Білогірськ Амурської області.
Умовне найменування — Військова частина № 01879 (в/ч 01879). Скорочене найменування — 71-а зрбр.
З'єднання перебуває в складі 35-ї загальновійськової армії Східного військового округу.

## Історія
1968 року сформовано 71-шу зенітну ракетну бригаду, що була укомплектована за повним штатом й містить управління бригади та 3 окремих дивізіони з місцем дислокації у селі Середньобіле-2 Іванівського району Амурської області. Першим командиром бригади став підполковник Свєчніков Михайло Андрійович.
Частини й підрозділ бригади 1969 року пройшли перенавчання в навчальному центрі військ ППО у місті Оренбурзі.
На 1972 рік 71-та бригада мала у своєму складі три зенітні ракетні дивізіони: 529-й, 530-й, 533-й.
У 1992 році бригада перейшла на новий зенітний ракетний комплекс «Бук-М1». Активним учасником переозброєння бригади на новий вид озброєння став начальник розвідки бригади випускник Київського зенітного ракетного училища майор Микола Олександрович Селезньов. Цьому ж року у складі бригади було сформовано 584-ий окремий зенітний ракетний дивізіон.
71-ша зенітна ракетна бригада притягувалася до тактичного навчання з бойовою стрільбою на державних полігонах «Емба», «Телемба», «Капустін Яр» в 1969—1973, 1977, 1980, 1983—1985, 1987, 2001, 2003, 2005, 2007 2010, 2012 й 2013 роках.
До 1 жовтня 2012 року бригаду передислоковано до міста Білогірськ Амурської області.

## Командири
Командири 71-ї зенітної ракетної бригади:
- полковник Свєчніков Михайло Андрійович (1968—1970),
- підполковник Чубарєв Семен Дементійович (1971—1976),
- підполковник Сєїн Анатолій Іванович (1976—1977),
- підполковник Василенко Віктор Васильович (1977—1983),
- полковник Лєтніков Геннадій Федорович (1984—1985),
- підполковник Цис Іван Олексійович (1986—1987),
- підполковник Калашников Олексій Іванович (1988—1991),
- полковник Юрасов Олександр Станіславович (1991—1995),
- полковник Ткачов Віктор Іванович (1996—1998),
- полковник Свиридов Сергій Станіславович (1999—2000),
- полковник Олійник Борис Михайлович (2001—2007),
- полковник Писін Юрій Анатолійович (2007—2008),
- полковник Шестаков Юрій Миколайович (2009—2011),
- полковник Гур'єв Віталій Володимирович (2011—2013),
- полковник Филатенко Олег Опанасович (2013 — досі).